# Szimetikon
A szimetikon egy stabil, felületaktív poli-dimetil-sziloxán, amely megváltoztatja az emésztett béltartalomba és az emésztőtraktus nyálkájába ágyazott gázbuborékok felületi feszültségét, ennek következtében a buborékok fala elbomlik, és az így kiszabaduló gázok már képesek felszívódni a bélfalon keresztül, vagy a bélmotilitás eredményeként kiürülnek. Maga a hatóanyag nem szívódik fel, hanem átalakulás nélkül távozik a széklettel.
A gyógyászatban a szimetikon a fiziológiás mértéket meghaladó gázfelhalmozódás tüneti kezelésére szolgál, függetlenül annak aetiológiájától.
A gyomor-béltraktus, a hasnyálmirigy, az epehólyag és a vese ultrahangos vagy röntgenvizsgálata előtt a kapszula alkalmazásával ki lehet küszöbölni a belekben kialakult, és a képalkotást zavaró gázbuborékok vagy a hab jelenlétét.
A szimetikon kémiailag teljesen közömbös anyagként viselkedik, és hatását kizárólag fizikai úton fejti ki. Nem lép kölcsönhatásba sem a bélbaktériumokkal, sem az emésztő enzimekkel, és molekulaméreténél fogva nem szívódik fel.

## Farmakokinetikai tulajdonságok
A szimetikon élettanilag és kémiailag teljesen közömbös anyag. Nem szívódik fel, és a gyomor-béltraktuson való áthaladása után változatlan formában ürül ki.
Biológiai hasznosulás:
Mivel a szimetikon nem szívódik fel, és hatását a bélcsatornában fejti ki, biológiai hasznosulása megfelel a béltraktusban hatékony formában jelenlévő szimetikon mennyiségének, azaz a kiszerelési formából való kiszabadulás sebességének és mértékének.